# Prefettura di polizia
In Francia, una prefettura di polizia è l'istituzione guidata da un prefetto di polizia responsabile della sicurezza delle persone e dei beni in uno o più dipartimenti.

## Storia
Dal 2012 esistono due prefetture di questo tipo:
- la prefettura di polizia di Parigi, semplicemente indicata nei testi come "prefettura di polizia", creata nel 1800;
- la prefettura di polizia delle Bocche del Rodano, creata nel 2012.

Tuttavia, le loro competenze non sono le stesse:
- a Parigi le direzioni di polizia dipendono direttamente dalla prefettura di polizia;
- nelle Bocche de Rodano, rimangono organicamente unite alla Direction générale de la Police nationale.

Inoltre, il prefetto di polizia assicura, a Parigi, la funzione di prefetto della zona di difesa e sicurezza di Parigi, mentre il prefetto della zona di difesa di sicurezza di Marsiglia è il prefetto delle Bocche del Rodano, e non il prefetto di polizia delle Bocche del Rodano.
Allo stesso modo, alcune competenze (rilascio di documenti di circolazione come certificati di immatricolazione, patenti di guida, permessi di soggiorno per stranieri, ecc.). rientrano sotto la prefettura di dipartimento nelle Bocche del Rodano ea Parigi nella prefettura di polizia.
Negli altri dipartimenti può esserci un prefetto delegato per la difesa e la sicurezza, a volte chiamato erroneamente “prefetto di polizia”.